# Kricogonia cabrerai
Kricogonia cabrerai är en fjärilsart som beskrevs av Charles T. Ramsden 1920. Kricogonia cabrerai ingår i släktet Kricogonia och familjen vitfjärilar. Inga underarter finns listade i Catalogue of Life.